# DOLL COLLECTION I
『DOLL COLLECTION I』（ドールコレクション・ワン）は、愛乙女★DOLLのインディーズアルバム。2013年8月13日にアクアルナ・エンターテイメントから発売された。

## 概要
2011年6月から2012年5月にかけて行われた「12ヶ月連続新曲披露公演」で披露された13曲と、シングル曲「ビターチョコ・バレンタイン」、「Paradise in the summer」を加えた計15曲を収録。曲順は「12ヶ月連続新曲披露公演」にて披露された順に収録されている。なお、本アルバムリリース時体制以前にリリースされた「GO!! MY WISH!!」、「LOVE&PEACE」、「君とゆびきり」の3曲はメンバーチェンジに伴い再録音された。

## 収録曲
1. GO!! MY WISH!!
1stシングル
作詞：まい、作曲・編曲：CHEEBOW
2. LOVE&PEACE
1stシングルカップリング
作詞：愛迫みゆ、作曲：タニヤマヒロアキ、編曲：7th fall Project(M2プランニング)
3. 君とゆびきり
1stシングルカップリング
作詞：愛乙女★DOLL、作曲：nautilus、編曲：7th fall Project(M2プランニング)
4. 壊して、純情
作詞：まい、作曲・編曲：CHEEBOW
5. 流れ星
3rdシングルカップリング
作詞・作曲・編曲：黒澤直也
6. エアプレーン
2ndシングルカップリング
作詞・作曲・編曲：芳川よしの
7. Knock Knock, Boom Boom
作詞・作曲・編曲：ヒゲドライバー
8. フレフレ!
作詞・作曲・編曲：ヒゲドライバー
9. ☆U☆
作詞：MAHIRO、作曲：タニヤマヒロアキ、編曲：7th fall Project(M2プランニング)
10. Lovely Days
作詞：まい、作曲・編曲：CHEEBOW
11. 旅立ち
作詞・作曲・編曲：Shuho
12. Wake up girls!
作詞：野村193、作曲：タニヤマヒロアキ、編曲：7th fall Project(M2プランニング)
13. キミはストーム
作詞：まい、作曲・編曲：CHEEBOW
14. ビターチョコ・バレンタイン
2ndシングル
作詞・作曲：SHUN、編曲：SHUN、Monotone
15. Paradise in the summer
3rdシングル
作詞：H(eichi)、作曲・編曲：新屋豊